# V.League 2
La V-League 2 (en vietnamita: Giải bóng đá hạng Nhất Quốc gia), conocida como la Kienlongbank V-League 2 por razones de patrocinio, es la segunda liga de fútbol más importante de Vietnam, la cual es controlada por la Federación de Fútbol de Vietnam y es la liga que está por detrás de la V-League.

## Formato
La liga normalmente está conformada por 14 equipos, pero en la temporada 2013 solo participaron 8. Los equipos se enfrentan todos contra todos a visita recíproca y los dos mejores equipos de la temporada ascienden a la V-League, mientras que el peor equipo de la temporada desciende a la Segunda Liga Nacional de Vietnam.

## Equipos participantes
| Equipo            | Localización  | Estadio                  | Capacidad |
| ----------------- | ------------- | ------------------------ | --------- |
| An Giang          | An Giang      | An Giang Stadium         | 15,200    |
| Bình Định         | Quy Nhơn      | Quy Nhơn Stadium         | 25,000    |
| Bình Phước        | Bình Phước    | Bình Phước Stadium       | 10,000    |
| Đắk Lắk           | Buôn Ma Thuột | Buôn Ma Thuột Stadium    | 25,000    |
| Đồng Tháp         | Cao Lãnh      | Cao Lãnh Stadium         | 23,000    |
| Hồng Lĩnh Hà Tĩnh | Hà Tĩnh       | Hà Tĩnh Stadium          | 20,000    |
| Hồng Lĩnh Hà Tĩnh | Nghệ An       | Vinh Stadium             | 18,000    |
| Huế               | Huế           | Tự Do Stadium            | 25,000    |
| Long An           | Long An       | Long An Stadium          | 19,975    |
| Phố Hiến          | Hưng Yên      | PVF Stadium              | 4,600     |
| Phù Đổng          | Hà Nội        | Mỹ Đình National Stadium | 40,192    |
| XM Fico Tây Ninh  | Tây Ninh      | Tây Ninh Stadium         | 15,500    |
| XSKT Cần Thơ      | Cần Thơ       | Cần Thơ Stadium          | 44,400    |

## Palmarés
| Temporada | Campeón               | Subcampeón              |
| --------- | --------------------- | ----------------------- |
| 2001      | Bình Định             | Ðà Nẵng                 |
| 2002      | Gạch Đồng Tâm Long An | Đồng Tháp               |
| 2003      | Hải Phòng             | Bình Dương              |
| 2004      | Cảng Sài Gòn          | Hòa Phát Hà Nội         |
| 2005      | Khatoco Khánh Hòa     | Tiền Giang              |
| 2006      | Đồng Tháp             | Thanh Hóa               |
| 2007      | Thể Công              | Vạn Hoa Hải Phòng       |
| 2008      | Quân khu 4            | Hà Nội T&T              |
| 2009      | Vissai Ninh Bình      | Hòa Phát Hà Nội         |
| 2010      | Hà Nội ACB            | Than Quảng Ninh         |
| 2011      | Xuân Thành Sài Gòn    | Kienlongbank Kiên Giang |
| 2012      | Đồng Tâm Long An      | Hà Nội (filial)         |
| 2013      | QNK Quảng Nam         | Than Quảng Ninh         |
| 2014      | Đồng Tháp             | Sanna Khánh Hòa         |
| 2015      | Hà Nội FC             | Huế FC                  |
| 2016      | Ho Chi Minh City FC   | Viettel FC              |

## Goleadores
| Temporada | Nombre                                                                     | Club                                               | Goles |
| --------- | -------------------------------------------------------------------------- | -------------------------------------------------- | ----- |
| 2008      | Flavio da Silva Cruz                                                       | Huda Huế                                           | 18    |
| 2009      | Eduardo Furrier                                                            | Than Quảng Ninh                                    | 16    |
| 2010      | Nguyễn Xuân Thành Jorge Luiz Cruz Christian Nsi Amougou Nguyễn Thành Trung | Hà Nội ACB Boss Bình Định Than Quảng Ninh An Giang | 13    |
| 2011      | Christian Nsi Amougou                                                      | Sài Gòn Xuân Thành                                 | 17    |
| 2012      | Diabate Souleymane                                                         | XSKT Cần Thơ                                       | 21    |
| 2013      | Uche Iheruome Đinh Thanh Trung                                             | Hùng Vương An Giang QNK Quảng Nam                  | 10    |